# Liste der Botschafter der Vereinigten Staaten in Mali
Der Botschafter der Vereinigten Staaten von Amerika in Mali ist der Botschafter der Vereinigten Staaten von Amerika in der kurzlebigen Mali-Föderation und dem Nachfolgerstaat Mali.

## Botschafter
| Amtszeit  | Name                        | Bemerkung                    |
| --------- | --------------------------- | ---------------------------- |
| 1960–     | Donald Albert Dumont        | Chargé d’Affaires ad interim |
| 1960–     | John Gunther Dean           | Chargé d’Affaires ad interim |
| 1961      | Thomas Kenneth Wright       |                              |
| 1962–1964 | William Jules Handley       |                              |
| 1965–1968 | Charles Robert Moore        |                              |
| 1968–1970 | Gilbert Edward Clark        |                              |
| 1971–1973 | Robert Orris Blake          |                              |
| 1974–1976 | Ralph Jack McGuire          |                              |
| 1976–1979 | Patricia Mary Byrne         |                              |
| 1980–1981 | Anne Forrester Holloway     |                              |
| 1981–1984 | Parker W. Borg              |                              |
| 1984–1987 | Robert J. Ryan Jr.          |                              |
| 1987–1990 | Robert Maxwell Pringle      |                              |
| 1990–1993 | Herbert Donald Gelber       |                              |
| 1993–1995 | William H. Dameron III      |                              |
| 1995–1996 | Carolee Heileman            | Chargé d’Affaires ad interim |
| 1996–1999 | David P. Rawson             |                              |
| 2000–2002 | Michael Edward Ranneberger  |                              |
| 2002–2005 | Vicki J. Huddleston         |                              |
| 2005–2008 | Terence Patrick McCulley    |                              |
| 2008–2011 | Gillian Arlette Milovanovic |                              |
| 2011–2014 | Mary Beth Leonard           |                              |
| 2015–2018 | Paul Arthur Folmsbee        |                              |
| 2019–2022 | Dennis B. Hankins           |                              |
| 2022–     | Richard Nicholson           | Chargé d’Affaires ad interim |